# Кэмпбелл, Уильям Чарльз
Уильям Чарльз Кэмпбелл (англ. William Charles Campbell; 27 апреля 1889, Бордо, Жиронда, Аквитания, Франция — 26 февраля 1958, Хов, Восточный Суссекс, Юго-Восток, Англия, Великобритания) — британский военный деятель, капитан Королевского лётного корпуса Британской армии и Королевских военно-воздушных сил Великобритании, кавалер Ордена «За выдающиеся заслуги» и Военного креста с пряжкой.

## Биография

### Молодые годы и семья
Уильям Чарльз Кэмпбелл родился 27 апреля 1889 года в Бордо во Франции, где его отец, родом из судостроителей Абердина в Шотландии, был представителем страховой компании «Lloyd’s of London», в то время как его мать была из знатного французского рода. В то время, как Уильям принял британскую идентичность, его брат, Эжен, после начала Первой мировой войны вступил во французскую армию и был отравлен газом во время битвы при Вердене.

### Военная служба
Уильям работал в сфере оптовой пищевой промышленности до вступления в Королевский лётный корпус Великобритании в 1916 году, после чего прошёл обучение в Кройдоне и 1 ноября получил лётный сертификат под № 3806 в Руислипской военной школе и звание второго лейтенанта, начав летать на бипланах «Farman». В марте 1917 года Кэмпбелл был отправлен во Францию, однако его прибытие оказалось довольно неудачным из-за совершения вынужденной посадки в Кале, и 1 мая он поступил в 1-ю эскадрилью в качестве пилота истребителя «Nieuport 17».  В течение трёх месяцев, в период с 14 мая по 28 июля, Кэмпбелл совершил 23 подтверждённые воздушные победы, в которые вошло 16 убийств. В частности он сбил всего за полчаса 16 июля — три немецких «Albatros D.V», также став первым британским лётчиком, сбившим пять наблюдательных аэростатов, и получив звание «аса аэростатов» (англ. Balloon buster ace). Также Кэмпбелл был известен под прозвищём «Карло» (англ. Carlo).
31 июля, во время битвы при Ипре, самолёт Кэмпбелла стал 21-й победой немецкого аса Эдуарда Риттера фон Достлера. В этом бою он сам был ранен в бедро, а самолёт упал из-за большого количества пулевых пробоин. В сентябре Кэмпбелл вернулся в Англию, и 18 сентября 1917 года с возведением в ранг актинг-майора был назначен главным инструктором в Школе военной аэронавтики. Он ушёл со службы в звании капитана авиации.

### Карьера в бизнесе и последние годы
После окончания войны Кэмпбелл возобновил свою карьеру в пищевой промышленности, в конечном итоге став председателем компаний «Plaistowe & Co.», «Sarson's Ltd.» и «British Vinegars Ltd.», а также заместителем председателя Crosse & Blackwell Holdings. Являясь страстным спортсменом и промоутером, Кэмпбелл был крупным акционером стадиона Уайт-Сити в западном Лондоне и председателем футбольного клуба «Брайтон энд Хоув Альбион» с 1930 года. Будучи поклонником бегов и попытке повысить привлекательность и повысить посещаемость стадионов, Кэмпбелл привёз в Англию шесть гепардов, однако проект не стал коммерчески успешным, как эти животные, способные развивать скорость до 70 миль в час, совершенно не обладали духом соперничества, после чего он устроил их безопасную репатриацию.
довольно необычный для того времени.
Уильям Чарльз Кэмпбелл скончался 26 февраля 1958 года в городе Хов в Англии.

## Награды
16 августа 1917 года второй лейтенант Кэмпбелл был награждён Военным крестом:

За заметное мужество и преданность долгу. Он напал на вражеский воздушный шар, упавший вниз в огне, и вернулся в наши ряды на высоте около двадцати футов над землёй под шквальным огнём. В другой раз он напал и разогнал колонну пехоты на очень малой высоте. Он проявил большую смелость и инициативу во всем.
Оригинальный текст (англ.)For conspicuous gallantry and devotion to duty. He attacked an enemy balloon, bringing it down in flames, and returned to our lines at about twenty feet from the ground under heavy fire. On another occasion he attacked and dispersed a column of infantry from a very low altitude. He has shown great courage and initiative throughout.

В тот же день он был награждён пряжкой к Военному кресту:

За заметное мужество и преданность долгу. Он неоднократно проявлял большое бесстрашие и мастерство в нападении и уничтожении вражеских самолётов, в одном случае разрушив три в течение одного часа. Он также нападал и разгонял вражеские войска на низкой высоте, всегда показывая максимальное пренебрежение личной безопасностью.
Оригинальный текст (англ.)For conspicuous gallantry and devotion to duty. He has repeatedly shown great fearlessness and skill in attacking and destroying enemy aircraft, on one occasion destroying three within one hour. He has also attacked and dispersed enemy troops from a low altitude, at all times showing the utmost disregard of personal safety.

17 сентября Кэмпбелл был награждён Орденом «За выдающиеся заслуги»:

За заметное мужество и преданность долгу неоднократно проявленные во время наступательного патрулирования. Он проявил наибольшее мужество и мастерство в нападении на вражеские самолёты с близкого расстояния, уничтожая одних и уводя других вниз из-под контроля. Он зарекомендовал себя как разведывательный лидер высочайшего класса, уничтожив двенадцать вражеских машин и два воздушных шара, к тому же принимая участие во многих других боях в течение последних трёх месяцев. Его бесстрашие и наступательный духа явились великолепным примером для всех рангов.
Оригинальный текст (англ.)For conspicuous gallantry and devotion to duty on numerous occasions whilst on offensive patrols. He has displayed the greatest courage and skill in attacking enemy aircraft at close range, destroying some and driving others down out of control. He has proved himself to be a scout leader of the highest class, and has destroyed twelve hostile machines and two balloons, besides taking part in many other combats during the last three months. By his fearlessness and offensive spirit he has set a splendid example to all ranks.

7 ноября 1917 года «за безупречную и храбрую службу и преданность долгу» Кэмбелл был упомянут в донесениях фельдмаршала Дугласа Хейга. 22 января 1919 года майор Кэмпбелл был снова упомянут в донесениях «за ценные услуги, оказанные в связи с войной». Помимо этого, он был награждён Британской военной медалью и Медалью Победы.

## Список побед
За свою лётную карьеру, Уильям Чарльз Кэмпбелл совершил 23 подтверждённых победы:
| №  | Дата         | Время | Самолёт/номер         | Противник              | Место                           |
| 1  | 14 мая 1917  | 11:15 | «Nieuport 17» (B1635) | «C» (DES)              | Многоугольная Роща              |
| 2  | 19 мая 1917  | 07:30 | «Nieuport 17» (A6670) | Аэростат (DES)         | Плогстеерт                      |
| 3  | 21 мая 1917  | 20:00 | «Nieuport 17» (A6670) | «Albatros D.III» (DES) | к югу от Армантьера             |
| 4  | 3 июня 1917  | 15:25 | «Nieuport 17» (B1700) | «C» (DES)              | Гапаард                         |
| 5  | 4 июня 1917  | 07:45 | «Nieuport 17» (B1700) | «LVG C» (DESF)         | Хандзаме                        |
| 6  | 9 июня 1917  | 08:25 | «Nieuport 17» (B1700) | «Albatros D.III» (OOC) | Оостхоек                        |
| 7  | 9 июня 1917  | 08:30 | «Nieuport 17» (B1700) | «Albatros D.III» (OOC) | Оостхоек                        |
| 8  | 9 июня 1917  | 14:00 | «Nieuport 17» (B1700) | «Albatros D.III» (DES) | Хоутем                          |
| 9  | 15 июня 1917 | 08:45 | «Nieuport 17» (B1700) | «Halberstadt D» (OOC)  | Бекелэре                        |
| 10 | 16 июня 1917 | 09:00 | «Nieuport 17» (B1700) | «Albatros C» (DES)     | Хоутем                          |
| 11 | 16 июня 1917 | 09:10 | «Nieuport 17» (B1700) | «Albatros C» (DES)     | к востоку от Хоутема            |
| 12 | 16 июня 1917 | 09:40 | «Nieuport 17» (B1700) | «C» (DES)              | Кенуа                           |
| 13 | 21 июня 1917 | 10:50 | «Nieuport 17» (B1700) | «Albatros D.V» (OOC)   | к югу от Многоугольной Рощи     |
| 14 | 23 июня 1917 | 15:20 | «Nieuport 17» (B1700) | «C» (OOC)              | у Вулвергема и Хоутема          |
| 15 | 16 июля 1917 | 19:20 | «Nieuport 17» (B3466) | «Albatros D.V» (DES)   | Полькапелле                     |
| 16 | 16 июля 1917 | 19:40 | «Nieuport 17» (B3466) | «Albatros D.V» (DES)   | Зоннебеке                       |
| 17 | 16 июля 1917 | 19:42 | «Nieuport 17» (B3466) | «Albatros D.V» (OOC)   | Зоннебеке                       |
| 18 | 21 июля 1917 | 07:50 | «Nieuport 23» (B3474) | «Albatros D.V» (DES)   | к северу от Многоугольной Рощи  |
| 19 | 21 июля 1917 | 08:00 | «Nieuport 23» (B3474) | Аэростат (DES)         | Вервик                          |
| 20 | 22 июля 1917 | 07:30 | «Nieuport 23» (B3474) | Аэростат (DES)         | к западу от Лилля               |
| 21 | 24 июля 1917 | 08:00 | «Nieuport 23» (B3474) | «Albatros D.V» (OOC)   | к востоку от Многоугольной Рощи |
| 22 | 28 июля 1917 | 13:50 | «Nieuport 23» (B3474) | Аэростат (DES)         | у Вестрозебеке и Гелувельта     |
| 23 | 28 июля 1917 | 14:10 | «Nieuport 23» (B3474) | Аэростат (DES)         | к юго-востоку от Хоутхулста     |

## Комментарии
1. ↑  Совместно с лейтенантом Т. М. Макферраном (B3495).
2. ↑  Совместно с сержантом Гордоном Олли[англ.].